# Cataclysta lemnata
Cataclysta lemnata là một loài bướm đêm thuộc họ Crambidae. Nó được tìm thấy ở châu Âu.
Sải cánh dài 18–24 mm. Con trưởng thành bay từ tháng 5 đến tháng 8 tùy theo địa điểm.
Ấu trùng ăn các loài Lemna.

## Hình ảnh

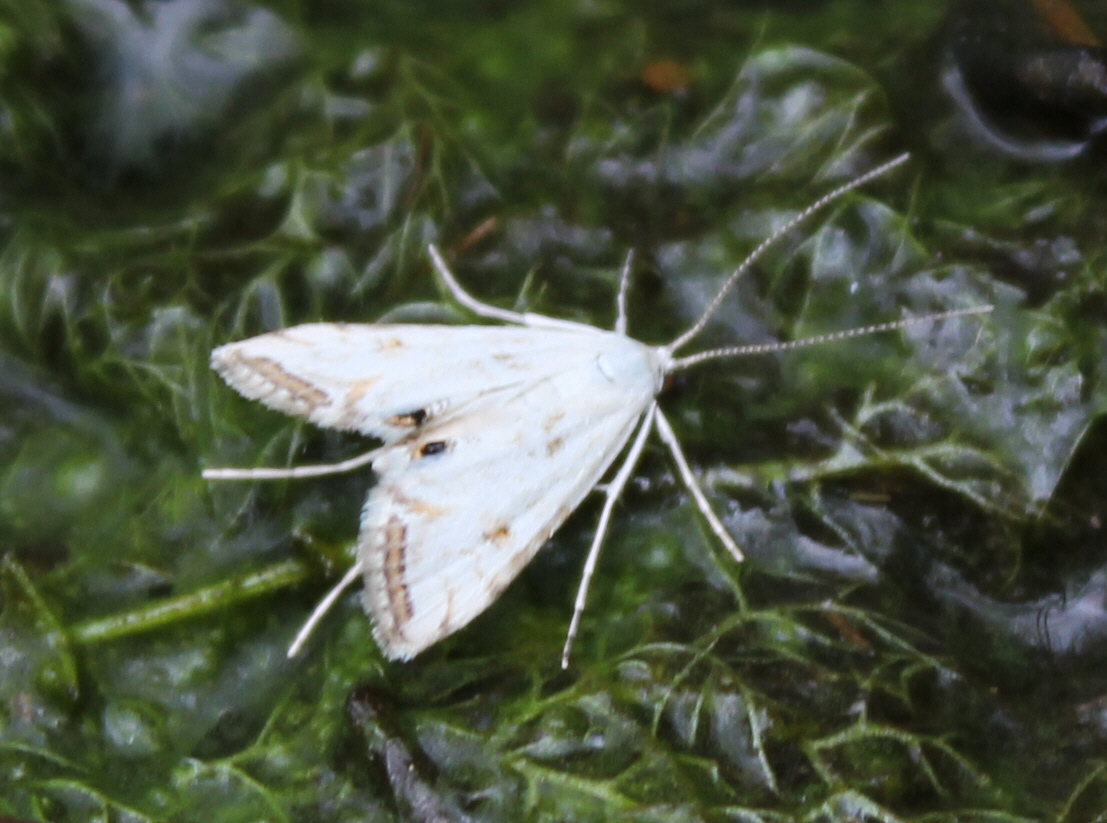
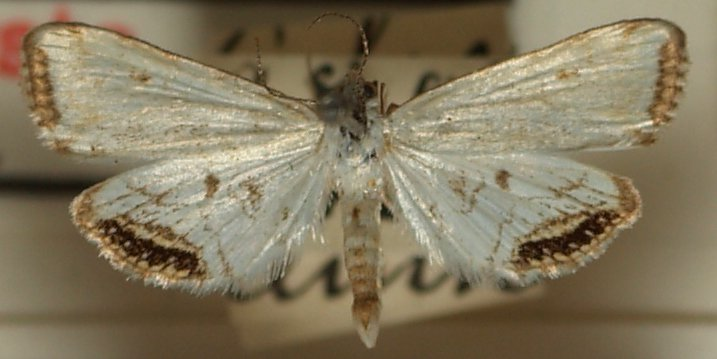
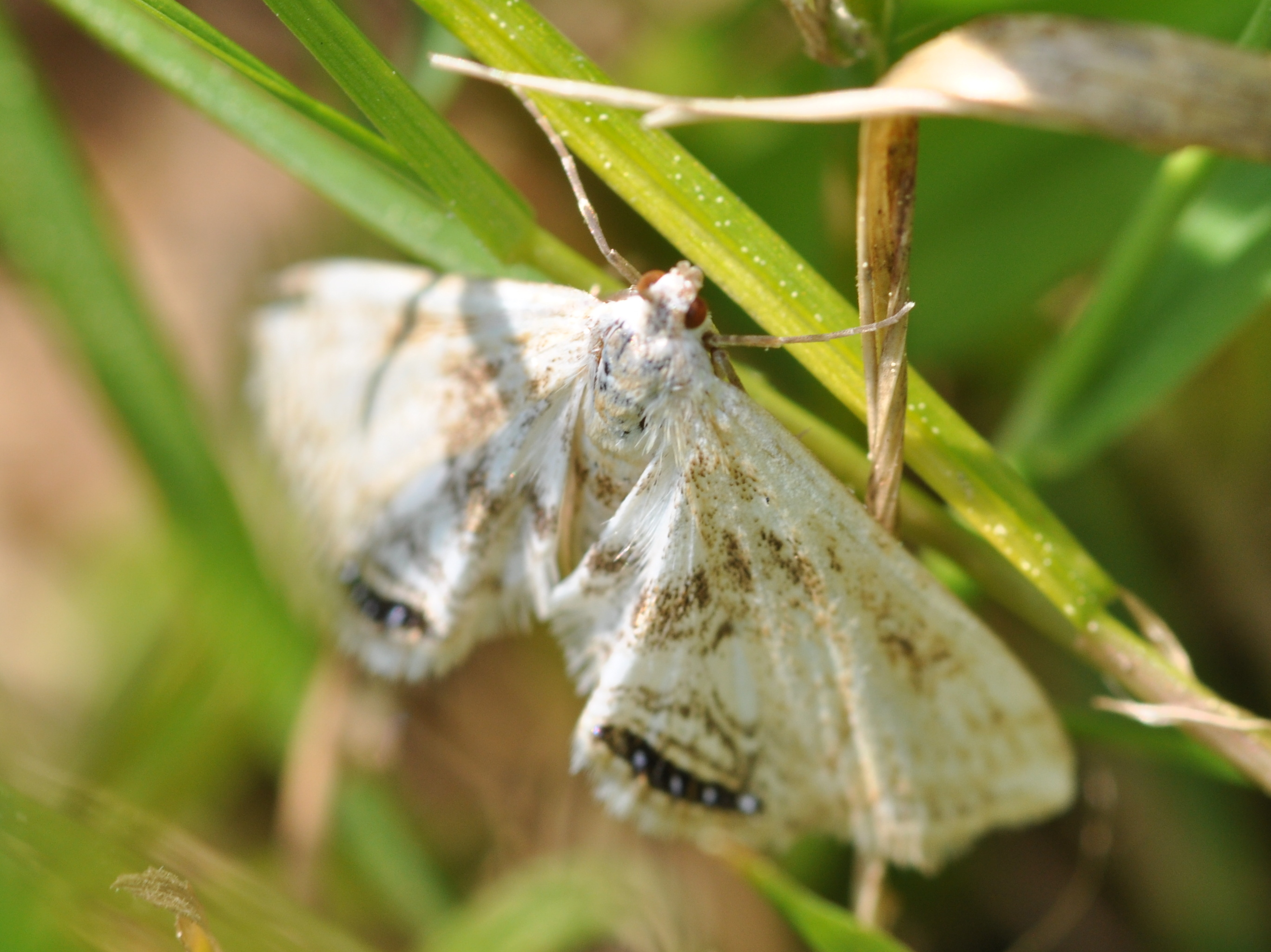
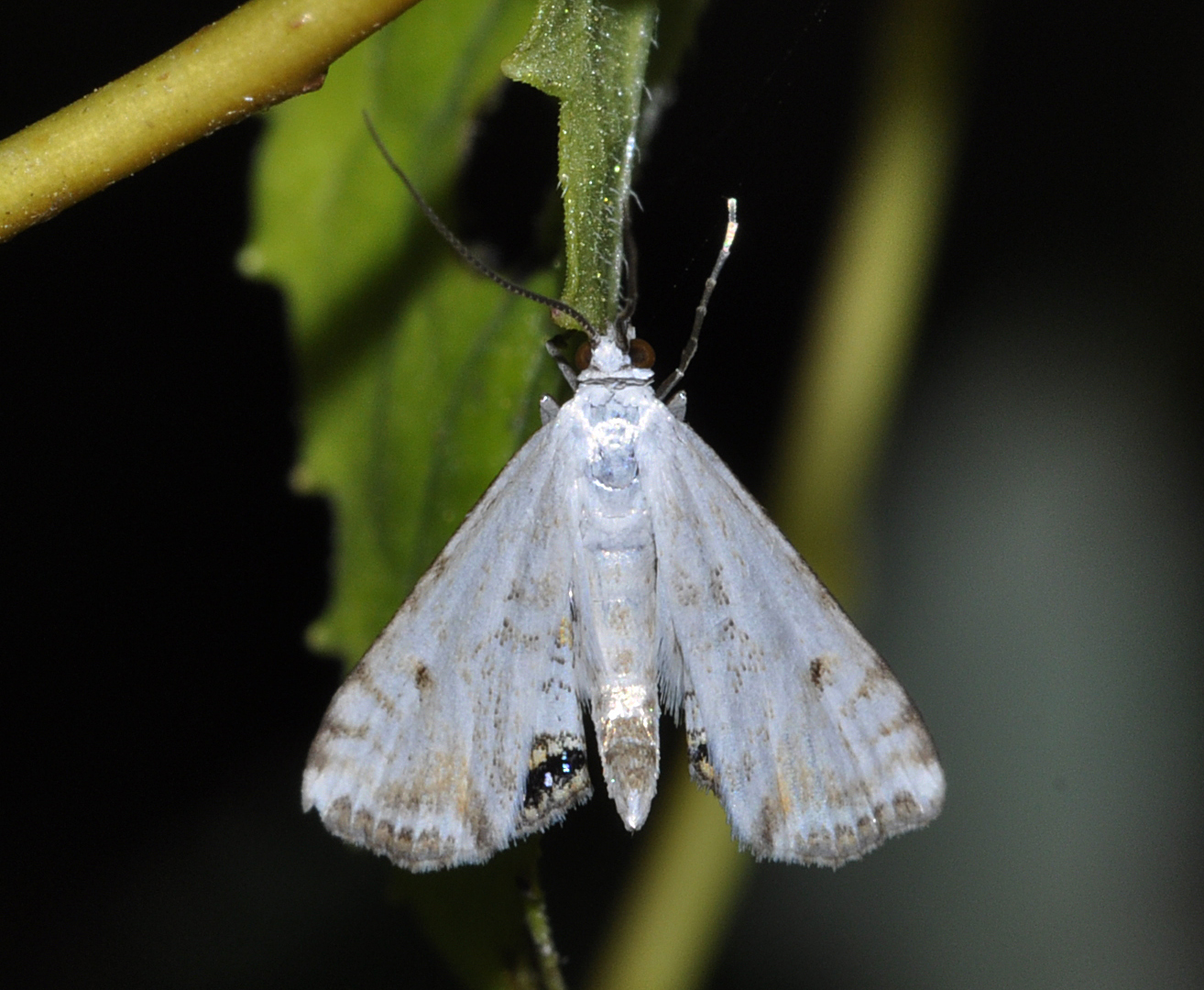